# Марина (гавань)

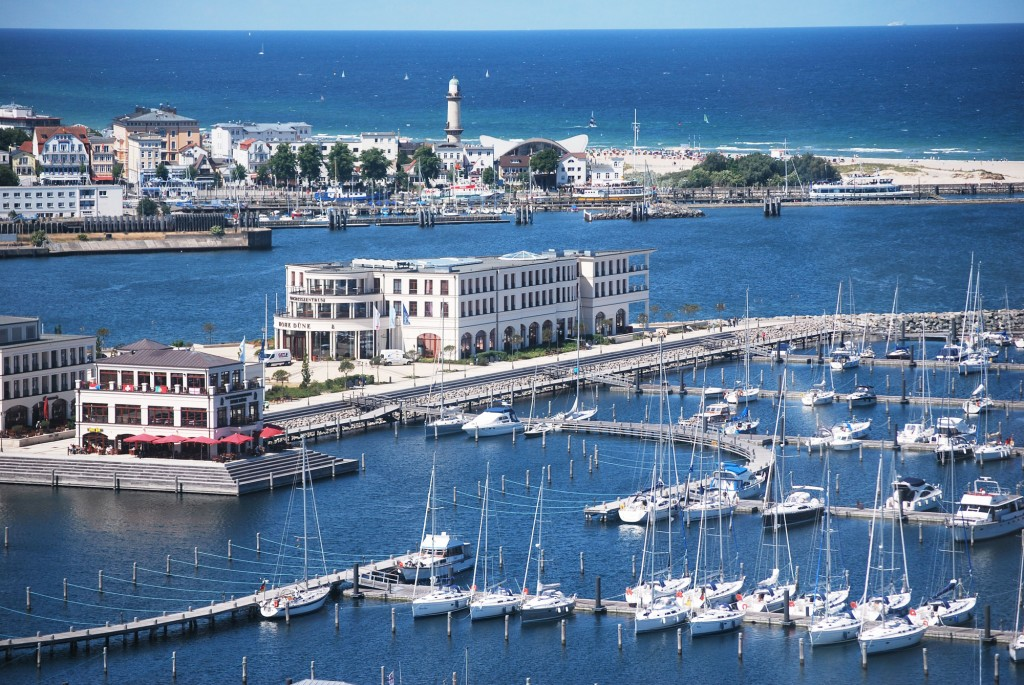
Марина YachthafenResidenz Hohe Düne, Росток, Германия

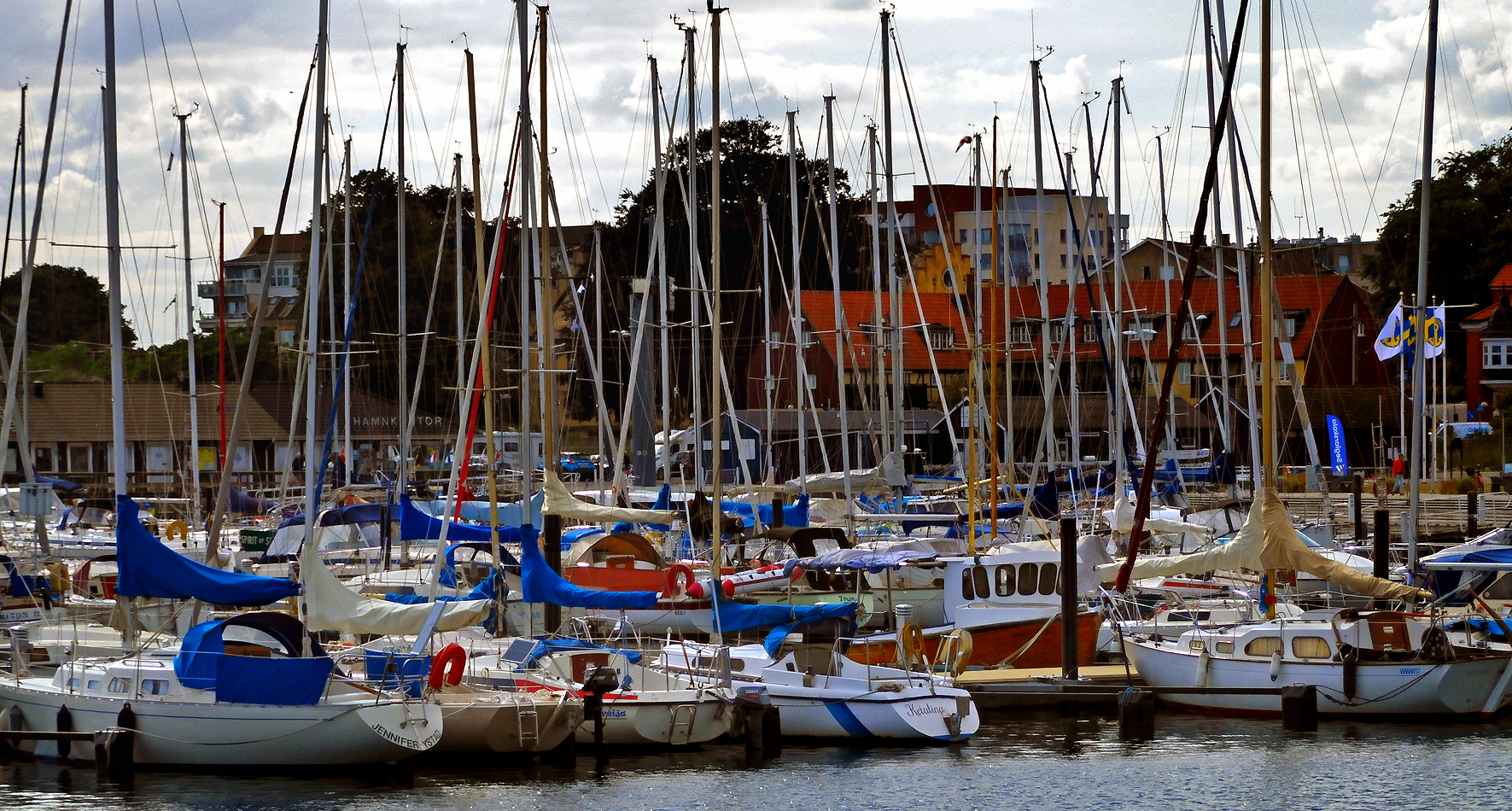
Марина Истад, 2021

Мари́на (от лат. marinus — «морской») —  специально оборудованная гавань для яхт, катеров и других маломерных судов, на которой экипажам предоставляют различные услуги. Марины обустраивают в регионах, где развит яхтенный туризм .
На территории бывшего СССР вместо слова «марина» могут употреблять слова «яхт-клуб» или «яхтенный порт». Несмотря на название, марины могут быть не только у моря или озера, но также на реках и каналах.
Федеральное государственное предприятие «Росморпорт» (ФГУП «Росморпорт») в 2022 году разработало свод правил «Проектирование яхтенных портов (марин)».

## Удобства и услуги
Помимо причала марина может предоставлять различные услуги: кемпинг (душ, туалет, мусорные контейнеры), заправка яхты топливом, водой, откачка фекальных баков, подключение к электросети, доступ в интернет, ремонтные мастерские, подъёмники, эллинги и прочие сервисные службы. При марине могут располагаться магазины и рестораны, стоянки и прокат автомобилей.